# Cathedral Caves

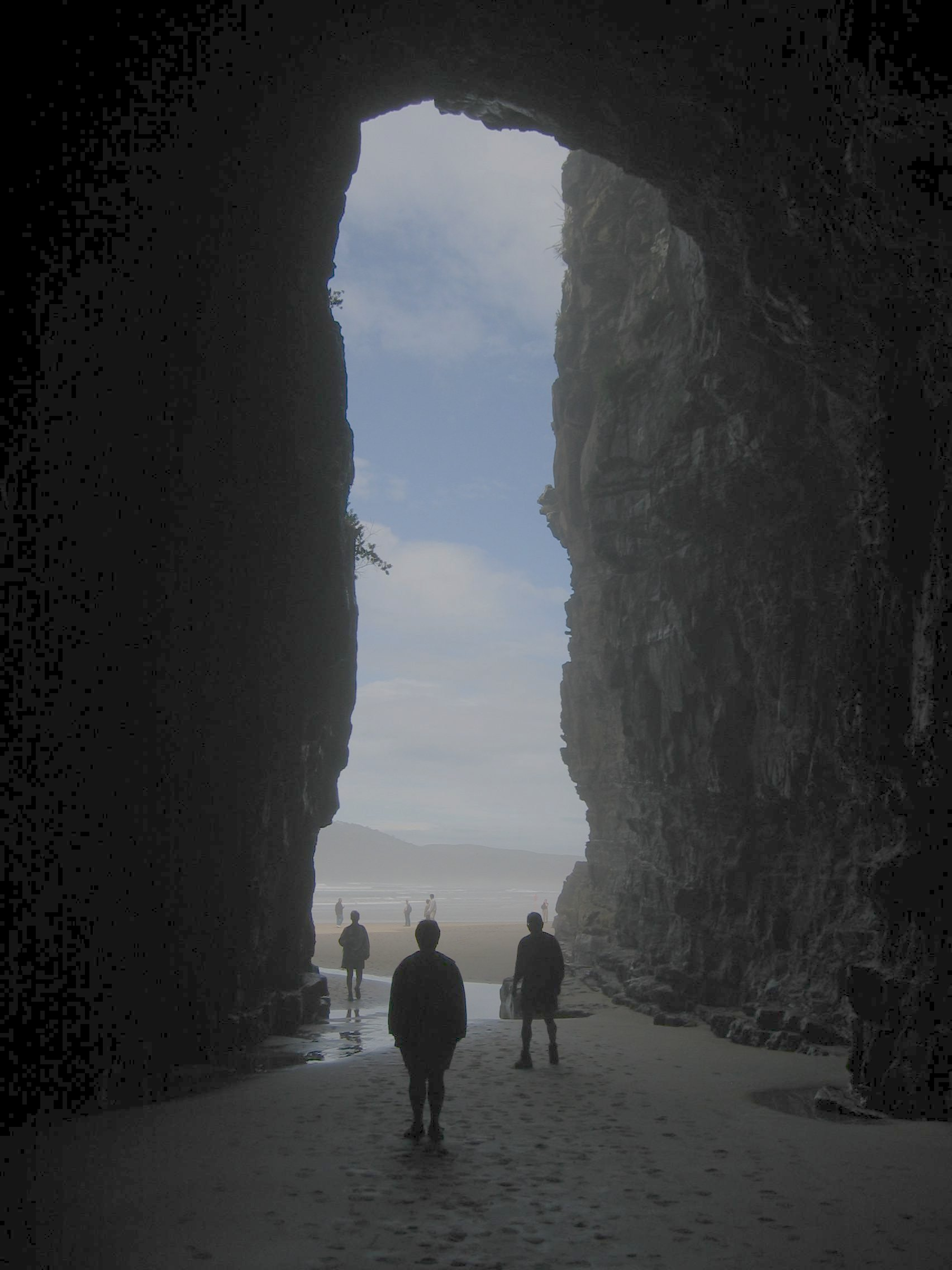
Wnętrze jednej z jaskiń Cathedral Caves

Cathedral Caves – grupa nadmorskich jaskiń, położonych na terenie wybrzeża Catlins, na Wyspie Południowej w Nowej Zelandii. Groty przypominają z wyglądu i wielkości katedry.